# Stéphane Hoffmann
 (juin 2014).
Si vous disposez d'ouvrages ou d'articles de référence ou si vous connaissez des sites web de qualité traitant du thème abordé ici, merci de compléter l'article en donnant les références utiles à sa vérifiabilité et en les liant à la section « Notes et références ».
Stéphane Hoffmann est un écrivain français né le 6 mars 1958 à Saint-Nazaire.

## Biographie
Stéphane Hoffmann est envoyé à l'âge de dix ans en pension chez les jésuites à Saint-François-Xavier à Vannes, puis chez les Frères de Ploërmel au lycée Saint-Louis à Saint-Nazaire.
Après une hypokhâgne à Paris, au lycée Janson-de-Sailly, et bien qu'admis en khâgne, il préfère poursuivre en 1977 à l'université Paris Sorbonne-Paris IV et à Paris II Assas des études d'histoire et de droit. Il les finit avec une licence d'histoire (1980) et une maîtrise de droit privé, obtenue en 1983 à Nantes, où il vit de 1980 à 1992.
Après trois tours comme chronique dans les radios nantaises, il organise entre 1983 et 1987 « Les mardis nantais », soirées où il reçoit quelques écrivains, de Félicien Marceau à Bernard-Henri Lévy, de Jean d'Ormesson à Régine Deforges, d'Hélène Carrère d'Encausse à Geneviève Dormann.
Parallèlement, il rédige trois éditions du Petit Futé à Nantes, tient la chronique « Les comptes d'Hoffmann » dans Nantes Inter Service, journal gratuit de petites annonces et crée un département de relations publiques dans une agence de publicité (1986-1990).
La publication de son premier roman en 1989 lui ouvre les portes du Figaro Magazine, où il publie en 1990 son premier article sur l'histoire du sandwich. Il en écrit quelques centaines d'autres sur les livres, les comédiennes, les cigares et la meilleure façon de cirer ses souliers.
Depuis mars 2013, il y tient une chronique de critique de télévision : « La vision télé de Stéphane Hoffmann ».
Ayant vécu de 1992 à 2002 dans quatre arrondissements de Paris (15e, 6e, 9e, 7e), il s'installe ensuite à La Douettée, hameau des rives de l'Isac, aux abords de la forêt du Gâvre.
À La Baule-Escoublac, il organise et anime depuis 2003 « Les Rendez-Vous de La Baule », où il invite chaque année une vingtaine d'auteurs à rencontrer leurs lecteurs. Et, depuis 2011, « Le Rendez-Vous des écrivains »,  le premier week-end de décembre.

## Œuvres
- Le gouverneur distrait, roman – Albin Michel, 1989
- Château Bougon, roman – Albin Michel, 1990 – prix Roger-Nimier 1991
- Voyage à l'Ouest - dix étapes en Loire-Atlantique. Conçu et présenté par Stéphane Hoffmann. Avec des textes de Patrick Besson, Michel Déon, Geneviève Dormann, Irène Frain, Luba Jurgenson, Félicien Marceau, Eric Neuhoff, François Nourissier, Didier van Cauwelaert et Armel de Wismes - Albin Michel, 1991
- Félicien Marceau, essai – Éditions du Rocher, 1994
- Gaillot l’Imposteur, brochure – Éditions du Rocher, 1995
- Le Bon Tabac, traité sur les bienfaits du tabac – Albin Michel, 1996
- La Droite honteuse, tableau des mœurs politiques françaises à la fin du 20e siècle – Éditions du Rocher, 1997
- Le Grand Charles, ou En écoutant Trenet chanter, portrait discographique de Charles Trenet – Albin Michel, 1998
- Journal d’un crétin, roman – Éditions du Rocher, 2000 – Prix Louis-Barthou, Académie française
- La Gloire des cachalots, pamphlet contre les notables – Éditions du Rocher, 2001
- Le Gros Nul, autoportrait – Éditions du Rocher, 2002
- Des filles qui dansent, roman – Albin Michel, 2007 – Prix Bretagne 2008
- Des garçons qui tremblent, roman – Albin Michel, 2008 - Prix Ève-Delacroix (Académie française) et Grand Prix d'honneur de la ville de La Baule (Société littéraire et artistique de La Baule)
- Les Autos tamponneuses, roman - Albin Michel, 2011 - première sélection Prix de Flore  2011 - finaliste prix Interallié 2011 - finaliste prix des Deux Magots 2012
- Le Méchant prince et autres histoires sans morales, nouvelles - Albin Michel, février 2014
- Un enfant plein d'angoisse et très sage, roman - Albin Michel, août 2016 - Prix Jean-Freustié 2016 - Prix Patrick Poivre d'Arvor Vins de Saumur 2017.  Le livre a figuré dans les sélections Renaudot,  Grand Prix du Roman de l'Académie française,  Interallié,  Renaudot des Lycéens, Jean Giono 2016 - sélections prix des Deux Magots, prix Ouest  2017.
- Les belles ambitieuses, roman - Albin Michel, août 2018. Le livre a figuré dans les sélections Renaudot, Grand Prix du Roman de l'Académie française, Interallié et Jean Giono 2018. Il a reçu le Prix des hussards 2019 et le Grand Prix Michel Déon 2019.
- On ne parle plus d'amour, Albin Michel, 2021.

## Prix et distinctions
- 2019 : Grand prix Michel-Déon de l'Académie française[1]